# Naissance en 1338
Naissance
- 1334
- 1335
- 1336
- 1337
- 1338
- 1339
- 1340
- 1341
- 1342

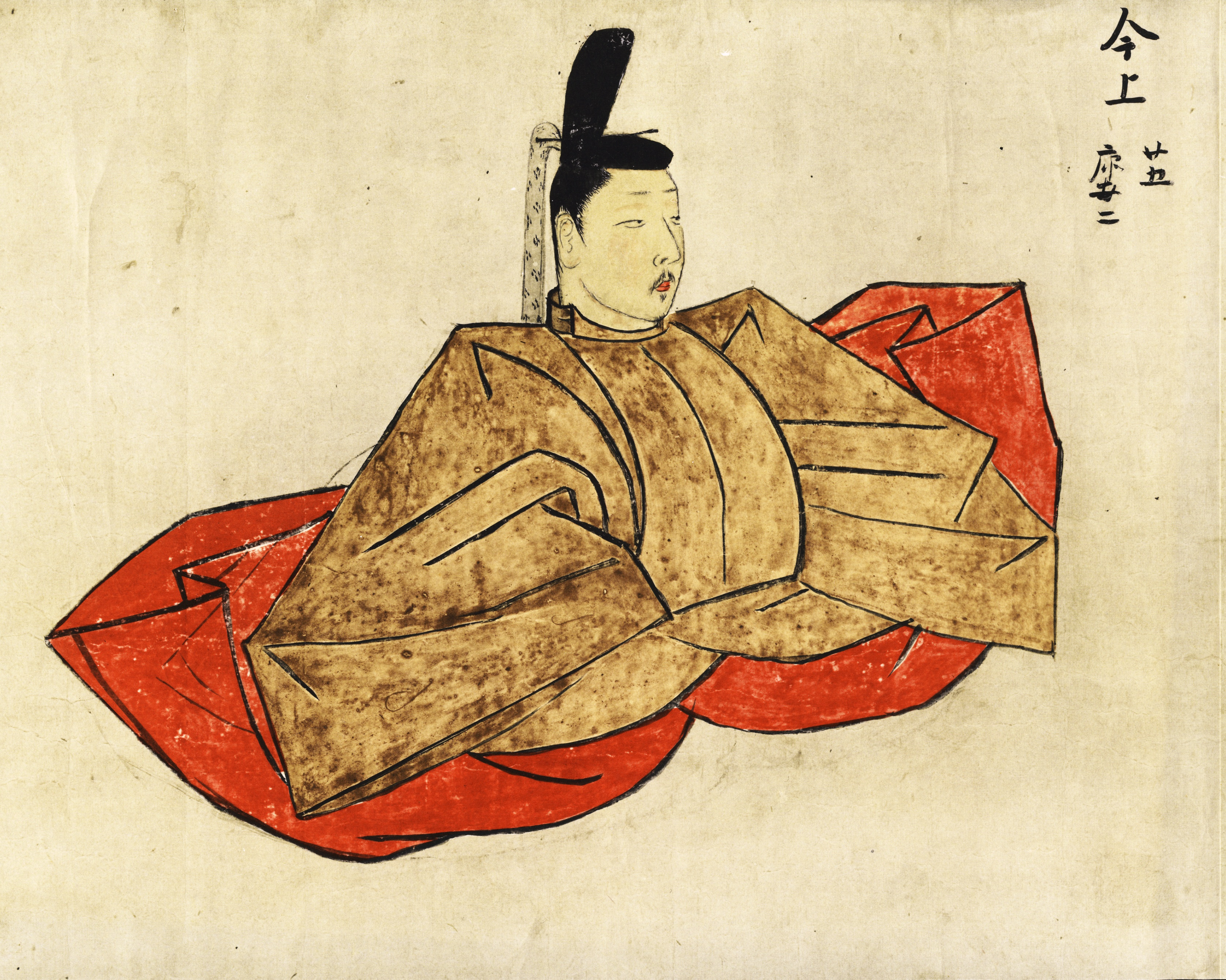
Go-Kōgon, né en 1338.

Cette page dresse une liste de personnalités nées au cours de l'année 1338  :
- 21 janvier : Charles V le Sage, roi de France.
- 3 février : Jeanne de Bourbon, reine de France.
- 23 mars : Go-Kōgon, empereur du Japon et de la Cour du Nord.
- 30 mai : William d'Ufford, 2e comte de Suffolk.
- 5 octobre: Alexis III de Trébizonde, ou Alexis III Méga Comnène, empereur de Trébizonde.
- 29 novembre : Lionel d'Anvers, comte d'Ulster, duc de Clarence et Lord lieutenant d'Irlande.

- Mohammed V al-Ghani, ou Abû `Abd Allâh “al-Ghanî bi-llâh” Mohammed ben Yûsuf, huitième émir nasride de Grenade.
- Arnaud-Amanieu d'Albret, sire d'Albret et comte de Dreux.
- Jean d'Outremeuse, ou Jean des Preis, écrivain liégeois.
- Charles de Châtillon, seigneur de Souvain et de Jonchery-sur-Vesle, chevalier, conseiller, chambellan du roi Charles VI de France.
- Chungjeong, 30e roi de Goryeo.
- Guillaume II de Berg, duc de Berg.
- Stefan Tvrtko Ier de Bosnie, ou Tvrtko Kotromanić, roi de Bosnie, (ban de Bosnie).

## Crédit d'auteurs
- Cet article est partiellement ou en totalité issu de l'article intitulé « 1338 » (voir la liste des auteurs).